# Erast z Koryntu

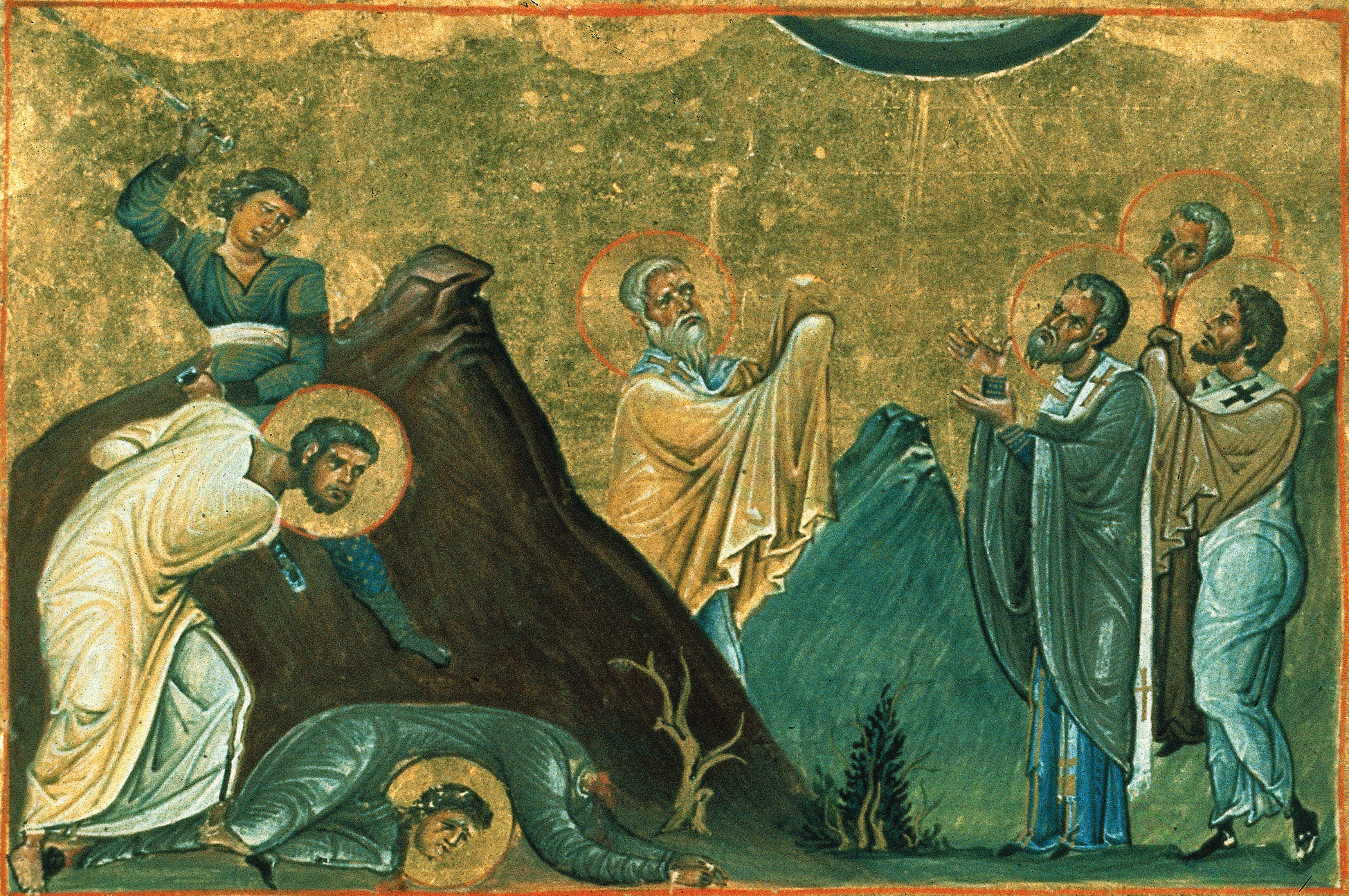
Erast z Koryntu

Erast z Koryntu, (łac.) Erastus – postać Nowego Testamentu, święty Kościoła katolickiego, biskup.
Żyjący w I wieku członek gminy korynckiej. Paweł z Tarsu wymienia Erasta w napisanym ok. 58-60 roku w Koryncie Liście do Rzymian, jako jednego z miejscowych dostojników (Rz 16,24 BT).
Brak podstaw do identyfikowania tej postaci z wymienianym w innych miejscach przez apostoła towarzysza jego podróży o tym samym imieniu.
Grecy widzą w nim ekonoma wiernych z Jerozolimy, a później biskupa w Peneas lub Cezarei Filipowej. W Martyrologium Romanum przypisano mu sakrę Macedonii. Zmarł w Filippi.
Jego wspomnienie obchodzone jest w Kościele katolickim 26 lipca.